# Абулхаир-султан
Абулхаир-султан (ок. 1475, Казахское ханство — 1513, Персия) — старший сын Касим-хана. По другой версии, Абулхаир был сыном шибанида Хамза-султана. В поддержку данной версии приводится тот факт, что Абулхаир-султан был похоронен рядом с Шейбани-ханом Согласно Фазлаллаху ибн Рузбихану, третьего сына Шейбани-хана звали Абу-л-Хайр-султан.

## Происхождение
По одной из версий, Абулхаир был одним из сыновей казахского хана Касыма. В отличие от своих братьев Мамаш-хана и Хакназар-хана, Абулхаир никогда не возглавлял Казахское ханство. Тем не менее, в исторических источниках он упоминается не только как Абулхаир-султан, но и как Абулхаир-хан.

## Оценка источника
Сведений о жизни Абулхаир-султана сохранилось немного и только в одном источнике.
Единственным источником по этому событию является исторический роман XVII века - «Аламара-йе Шаха Исмаила». Американский крупный востоковед Роберт Макчесни писал: "Произведение, также опубликованное под названием «Аламара-йе Сафави», представляет собой исторический роман составленный в конце XVII века. Он основан на народной, вероятно, устной, традиции исторического повествования. Как исторический источник, «Аламара-йе Шаха Исмаила» следует рассматривать с большой осторожностью. Хронология, например, не имеет большого значения для структуры произведения. В книге описываются мифические, легендарные и идеологические качества сефевидского образца, а не объективная последовательность фактических событий.
В 2013 году историк-источниковед Атыгаева и его соавтор подчеркивали: «Разумеется, мы не утверждаем, что все сведения источника абсолютно достоверны, и в дальнейшем предстоит изучить степень их аутентичности, сравнив их с материалами других источников».

## Биография
В начале XVI века Абулхаир-султан принимал участие в противостоянии Казахского ханства с государством Шейбанидов. В исторических хрониках сообщается о победе, одержанной 80-тысячным казахским войском под его руководством над 60-тысячной армией Мухаммеда Шейбани. 
Однако в 1513 году Абулхаир пришёл с войском на помощь Шейбанидам в нападении на кызылбашей. Перед этим Абулхаир написал письмо сефевидскому шаху Исмаилу: «Да станет известно шаху Исмаилу-бахадур-хану, что прибыл благовоспитанный султан — сын Касим-хана, падишаха Дешта. Вы поступили храбро, выйдя за территорию границ своих владений. Хан послал меня, чтобы схватить вас, но я ценю смелых людей и не хочу, чтобы отец повесил вас вверх ногами. Вы тоже цените свою жизнь и поэтому освободите сей край и передайте его узбекским ханам, а сами возвращайтесь в Иран, а не то обрушу на ваши головы землю и всю вселенную. Пощади свою молодость и отстранись от бессмысленной жертвы. Это мой совет, а ты там как хочешь так и поступай». Но сефевиды одержали победу с большим трудом, а Абулхаир был убит в бою.